# John Hick
Profesor John Hick (1922. Scarborough – 9. veljače 2012. ) britanski je filozof religije i teolog. U filozofskoj teologiji dao je glavni doprinos teodiceji, eshatologiji i kristologiji, dok je u filozofiji religije izvršio velik utjecaj na epistemologiju religije i religijski pluralizam.

## Karijera
Među njegovim različitim akademskim pozicijama su i: profesor emeritus filozofije religije na Sveučilištu Claremont Graduate (SAD), profesor emeritus teologije na Birminghamskom sveučilištu i suradnik Instituta za napredno istraživanje u humanističkim i društvenim znanostima na Birminghamskom sveučilištu. Ujedno je i potpredsjednik Britanskog društva za filozofiju religije i potpredsjednik Svjetskog kongresa religija.
Akademske godine 1986./87. držao je prestižna Giffordova predavanja, a 1991. nagrađen je i prestižnom Grawemeyerovom nagradom za religiju.
John Hick danas je najpoznatiji kao zagovornik religijskog pluralizma. Započevši karijeru kao svojevrsni tradicionalni kršćanin, protestant, okrenuo se pluralizmu kao načinu pomirenja Božje ljubavi s činjenicama kulturnih i religijskih razlika. Konzekvenca je to i njegova ranijeg rada u epistemologiji religije, u kojem je utvrdio da religiozno znanje nije različito od ostalog ljudskog znanja ako je ono u temeljima stvar perspektive.

## Djela
Profesor Hick napisao je stotine knjiga i radova o predmetima svog istraživanja. Knjige su mu prevedene na 16 jezika. Vjerojatno je jedini filozof religije koji je napisao značajnu knjigu u svakom desetljeću druge polovice 20. stoljeća, od kojih je svaka izazvala brojne energične odgovore ostalih znanstvenika:
- Vjera i znanje (Faith and Knowledge) (1957.),
- Zlo i Bog ljubavi (Evil and the God of Love) (1966.),
- Smrt i vječni život (Death and Eternal Life) (1976.),
- Interpretacija religije (An Interpretation of religion) (1989.),
- Metafora utjelovljenog Boga (The Metaphor of God Incarnate) (1993.).